# Serguéi Lobastov
Sergei Lobastov (Unión Soviética, 5 de abril de 1926-1999) fue un atleta soviético especializado en la prueba de 10 km marcha, en la que consiguió ser medallista de bronce europeo en 1954.

## Carrera deportiva
En el Campeonato Europeo de Atletismo de 1954 ganó la medalla de bronce en los 10 km marcha, llegando a meta en un tiempo de 46:21.8 segundos, tras el checoslovaco Josef Doležal (oro con 45:01.8 segundos que fue récord de los campeonatos) y el también soviético Anatoliy Yegorov (plata con 45:53.0 segundos).